# T. H. C. Stevenson
Pour les articles homonymes, voir Stevenson.
Thomas Henry Craig Stevenson (1870 - 12 septembre 1932) est un statisticien irlandais.

## Carrière
Il est né à Strabane, dans le Comté de Tyrone et effectue ses études au University College de Londres, avant de recevoir son MB à l'Université de Londres. Il ouvre un cabinet et étudie pour l'obtention d'un MD en médecine publique, à la suite duquel il se voit proposé un poste au Département de la Santé Publique de Brighton. Après divers postes en santé publique ailleurs, il est devenu le School Medical Officer du Somerset County Council (en). En 1909, il est nommé Surintendant de la Statistique au General Register Office (en)

## Prix et distinctions
Il a reçu la médaille Guy en or de la Royal Statistical Society en 1920 et la médaille Edward Jenner (en) de la Royal Society of Medicine. Il est distingué de l'Ordre de l'Empire britannique en 1919.